# Outrepont
Outrepont település Franciaországban, Marne megyében. Lakosainak száma 76 fő (2022. január 1.). Outrepont Changy, Heiltz-l’Évêque, Merlaut, Plichancourt és Ponthion községekkel határos.

## Népesség
A település népességének változása:
| Lakosok száma | 81   | 102  | 111  | 102  | 98   | 88   | 84   | 82   | 81   | 76   |
|               | 1968 | 1982 | 1990 | 2006 | 2013 | 2015 | 2017 | 2019 | 2020 | 2022 |